# Convict 13
Convict 13 er en amerikansk stumfilm fra 1920 af Buster Keaton og Edward F. Cline.

## Medvirkende
- Buster Keaton
- Sybil Seely som Socialite
- Joe Roberts
- Edward F. Cline
- Joe Keaton
- Louise Keaton